# Hadena viscariae
Hadena viscariae är en fjärilsart som beskrevs av Achille Guenée 1852. Hadena viscariae ingår i släktet Hadena och familjen nattflyn. Inga underarter finns listade i Catalogue of Life.